# 静岡県立伊豆中央高等学校

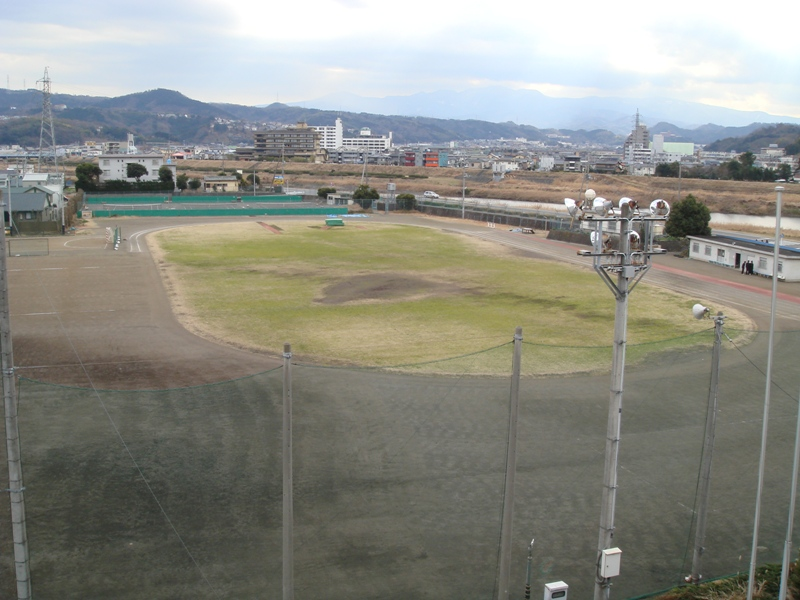
校舎から撮影したグラウンド（2008年）

静岡県立伊豆中央高等学校（しずおかけんりつ いずちゅうおうこうとうがっこう）は、静岡県伊豆の国市寺家に所在する県立高等学校。

## 設置学科
- 普通科

## 概要
1979年（昭和54年）開校された。通称は「伊豆中」（いずちゅう）または「中央」。
一時期66分5時間授業を行っていたが、2009年（平成21年）度より50分6時間授業に変更された。（ただし、水曜日〈HR活動〉は7時間である。）週末課題や英単語テストなど、こまめな指導で基礎学力を養う。また、土曜講習や夏期講習、冬期講習などを行っている。2015年（平成27年）度より、水曜日のみ7時間となった。
2022年(令和4年)度現在、1,2年生は月、水、木曜日が7時間、3年生は月、水曜日が7時間授業となっている。
グラウンドが敷地内と敷地に隣接する狩野川河川敷にある。敷地内グラウンドのトラックの内、ホームストレートの2レーンは全天候トラックである。また、インフィールドは芝生であり、河川敷グラウンドには、サッカー・ホッケー・ソフトボールの各フィールドがある。2014年（平成26年）に堤防のかさ上げ工事があり、河川敷のグラウンドが縮小された。

## 沿革
- 1978年（昭和53年） - 田方学区新設高等学校建設計画発表
- 1979年（昭和54年）
  - 校舎第1期工事竣工
  - 校地及び運動場等の造成工事竣工
  - 静岡県立伊豆中央高等学校として開校。
- 1980年（昭和55年）
  - 校舎第2期工事竣工
  - 体育館工事竣工
- 1981年（昭和56年）
  - 校舎第3期工事竣工
  - 校歌制定
- 1982年（昭和57年） - プール竣工
- 1999年（平成11年） - 生活研修館「清流館」竣工
- 2002年（平成14年） - 弓道場竣工
- 2007年（平成19年）
  - 全普通教室にエアコン設置完了
  - 校舎耐震工事開始
- 2008年（平成20年）
  - 創立30周年記念式典挙行
  - 校舎耐震工事完了
  - 体育館耐震工事開始
- 2010年（平成22年） - 体育館耐震工事完了

## 交通
- 伊豆箱根鉄道駿豆線伊豆長岡駅徒歩15分

## 生徒会・部活動など
- 通常の生徒会活動は生徒会執行部が行う。執行部は生徒会長1名、副会長2名、書記・会計若干名で構成される。また必要に応じて、執行委員が設置される。
- 前後期制で、半年で任期満了となるため、例年、7月と2月に生徒会長・副会長を対象とする生徒会役員選挙が行われる（近年は立候補者が定員数なので、信任投票となっている）。
- 部活動は15の運動部、8の文化部から構成され、部活動加入率はほぼ100%である。「文武両道」を目標とし活動している。なお、学業成績が赤点の場合、部活動を退部させられる場合がある。
- 野球部は1987年（昭和62年）に明治神宮野球大会に出場した。[1]

## 著名な出身者
- 高橋ミチ（テディベアアーティスト（フェアリーチャックル ：Fairy Chuckle®）、芸術家、アートプロデューサー、アートディレクター、ソフトスカルプター©、慈善活動家、1期生）